# Ferry Eyot
Ferry Eyot oder Ferry Ait ist eine Insel in der Themse in England zwischen den Orten Shiplake in Oxfordshire und Wargrave in Berkshire. Die Insel liegt flussaufwärts des Marsh Lock und gehört zu Oxfordshire.
Die Insel ist nach der Bolney Ferry benannt, die an dieser Stelle Schlepppferde der Schiffe über den Fluss setzte. 1775 wurde sie als eine Seilfähre bezeichnet und der Name des Ortes als Beggar’s Hole (oder Beggar’s Hall) nach einem Raum im Harpsden House, das am Ende des 18. Jahrhunderts abgerissen wurde, verzeichnet.